# Задорнов, Михаил Михайлович
Михаи́л Миха́йлович Задо́рнов (род. 4 мая 1963, Москва) — российский экономист и государственный деятель, председатель правления банка «ФК Открытие», министр финансов России в 1997—1999, депутат Государственной думы Федерального Собрания Российской Федерации I—IV созывов. Награждён орденом «За заслуги перед Отечеством» IV степени и Почётной грамотой Правительства России.

## Семья
Родился 4 мая 1963 года в Москве в семье геологов, детские годы провёл с родителями в Камчатской области (в 1995 году был избран от региона депутатом ГД РФ).

## Образование
В 1980 году окончил среднюю школу № 875 в Москве с золотой медалью, Московский институт народного хозяйства им. Г. В. Плеханова (1984; с красным дипломом), аспирантуру Института экономики АН СССР (1988; в 1985—1986 прерывал обучение в связи со срочной службой в Советской армии). Кандидат экономических наук (1989; тема диссертации: «Эффективность инвестиций в обновлении основного капитала промышленных предприятий»).

## Экономист
- В 1988—1990 — научный сотрудник Института экономики АН СССР.
- В 1989—1990 — эксперт планово-бюджетной комиссии Верховного Совета СССР.
- В 1990 — член Государственной комиссии по экономической реформе Совета Министров РСФСР, которой руководил Г. А. Явлинский. Один из авторов экономической программы «500 дней».
- В 1991—1993 — ведущий научный сотрудник, член совета Центра экономических и политических исследований (ЭПИцентр), возглавлявшегося Г. А. Явлинским. Участвовал в проектах ЭПИцентра: «Согласие на шанс» (Гарвард, США, 1991), «Нижний Новгород» (1992)

## Политик
В 1993 году был в числе основателей движения «Яблоко».
В 1994—1995 — депутат Государственной думы первого созыва (избран по списку «Яблока»). Член фракции «Яблоко». Председатель Комитета по бюджету, налогам, банкам и финансам.
В 1996—1997 — депутат Государственной думы второго созыва (избран по Камчатскому территориальному округу, баллотировался от «Яблока»). Член фракции «Яблоко». Председатель Комитета по бюджету, налогам, банкам и финансам.
В ноябре 1997 — мае 1999 — министр финансов Российской Федерации (в правительствах В. С. Черномырдина, С. В. Кириенко, Е. М. Примакова). Вошёл в правительство без санкции движения «Яблоко», в связи с чем вышел из его рядов. Участвовал в принятии решения о дефолте в августе 1998 года, после чего подал в отставку, которая была отклонена.
25 мая 1999 году назначен первым заместителем председателя Правительства Российской Федерации. Когда выяснилось, что это назначение обусловлено его уходом с поста министра финансов (на который был назначен Михаил Касьянов), подал в отставку. 28 мая 1999 года освобождён от должности первого вице-премьера.
В мае — сентябре 1999 — специальный представитель президента России по связям с международными финансовыми организациями. В октябре—декабре 1999 — специальный советник президента Сбербанка России.
В 2000—2003 — депутат Государственной думы третьего созыва (избран по Университетскому округу Москвы, баллотировался от «Яблока»). Член фракции «Яблоко». Заместитель председателя Комитета по бюджету и налогам, член Комиссии по рассмотрению расходов федерального бюджета, направленных на обеспечение обороны и государственной безопасности Российской Федерации.
В 2004—2005 — депутат Государственной думы четвёртого созыва (избран по Университетскому округу Москвы, баллотировался от «Яблока»). Независимый депутат. Член Комитета по бюджету и налогам.
С апреля 2005 — член Республиканской партии России, вошёл в состав политсовета этой партии.

## Менеджер
- С июня 2005 — член совета директоров ОАО «Седьмой континент» (как независимый директор).
- С июля 2005 — президент-председатель правления банка «ВТБ 24».
- С 2010 — председатель Совета директоров ООО СК «ВТБ Страхование».
- С 2011 — председатель Совета директоров ОАО «ТрансКредитБанк».
- С 2015 — член Совета директоров ОАО «Банк Москвы».
- С 2016 — член наблюдательного совета ПАО «Почта Банк».[6]
- С декабря 2016 по май 2017 — член правления банка ВТБ[7].
- С января 2018 года по январь 2023— председатель правления банка «ФК Открытие», с августа 2017 принадлежащего ЦБ в рамках санации[8].

В рейтинге высших руководителей — 2010 года газеты «Коммерсантъ» занял 1 место в номинации «Коммерческие банки».

## Санкции
В апреле 2022 года из-за вторжения России на Украину Задорнов попал в санкционный SDN список США, предполагающий запрет на въезд и блокировку активов в США. 4 мая 2022 года внесен в санкционный список Великобритании.

## Увлечения
В свободное время занимается спортом, проводит время на стадионе, болея за любимые футбольные и баскетбольные команды. Увлекается театром и классической музыкой, путешествиями.

## Личная жизнь
Женат. Есть дочь.